# 적대적 건축

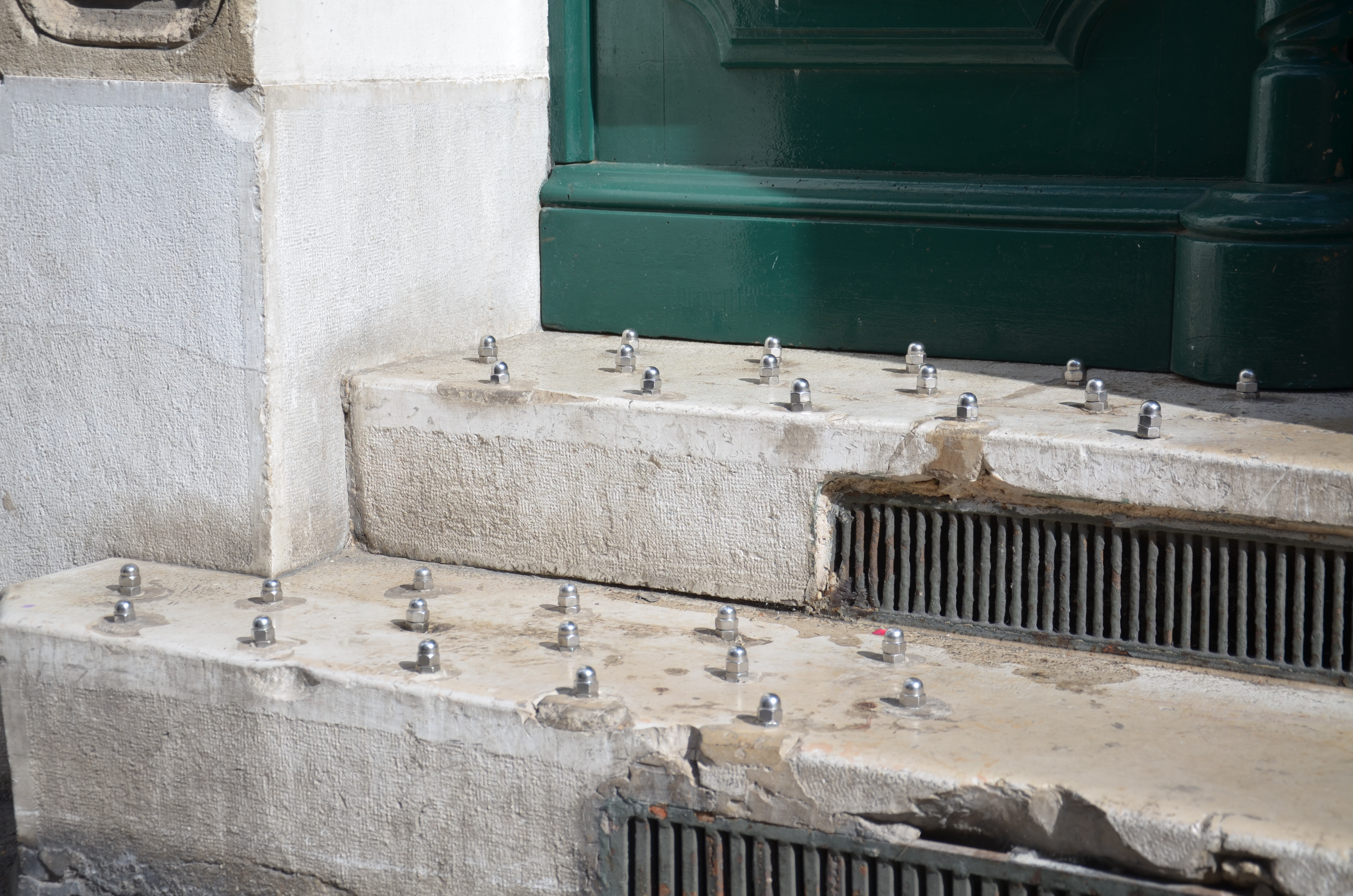
건물 앞 계단에 설치해 앉거나 자는 것을 방해하는 볼트

적대적 건축(hostile architecture)은 건축적인 요소를 사용하여 의도적으로 원하는 행동을 유도하는 도시 설계 전략이다.이는 청소년, 빈곤층, 노숙자 처럼 다른 이들보다 공공장소를 더 많이 이용하거나 의존하는 사람들을 표적으로 삼아 공공장소에서의 활동을 제한하는 경우가 많다.
적대적 건축의 대표적인 예시로는 "노숙자 방지 못"이 있다. 노숙자 방지 못은 평평한 표면에 못을 박아넣어 노숙자 등이 그 위에서 자는 것을 불편하게 느끼도록 만드는 못이다.이 건축 양식은 인구 밀도가 높고 도시화가 많이 진행된 지역에서 가장 흔히 발견된다.다른 예시로는 사람들이 앉지 못하게 하기 위한 경사진 창틀, 사람들이 누워 있지 못하게 하기 위한 팔걸이가 있는 벤치, 잔디밭에 누워 쉬는것을 방해하기 위해 간헐적으로 물을 분사하는 스프링클러, 부피가 큰 쓰레기를 넣지 못하도록 입구가 불편할 정도로 작은 공공 쓰레기통 등이 있다.적대적 건축물은 스케이트보드, BMX, 인라인스케이트, 쓰레기 버리기, 배회, 노상방뇨 및 불법 침입을 막는 데에도 사용되며 해충 구제의 한 형태로도 사용된다.